# 컬트 (음악 그룹)
컬트(Cult)는 대한민국의 록 음악 그룹이다.

## 활동
《아라비안 나이트(Arabian night)》라는 곡으로 히트한 싱어송라이터 김준선이 주도한 프로젝트 음악 그룹으로 1995년 《너를 품에 안으면》이라는 곡이 수록된 1집 음반으로 데뷔하였다. 2년 후 1997년 《슬픈 독백》이라는 곡이 수록된 2집 음반을 발표하였으나 그 해 프로젝트 활동을 해체하였다. 《너를 품에 안으면》과 《슬픈 독백》이 모두 히트하였다.

## 이전 구성원
| 이름   | 소개 |
| ------ | --- |
| 김준선 | - 다른 예명: UJMC - 출생: 1970년 2월 9일(55세) - 출생지: 대한민국 서울특별시 - 포지션: 리더, 키보드, 보컬, 랩 - 학력: 연세대학교 철학과 학사 - 소속: - UJMC Entertainment 사장 - UJMC 음악원 원장 |
| 손정한 | - 다른 예명: 빌리(Billy), 컬트 빌리(Cult-Billy) - 출생: 1969년 4월 20일(55세) - 출생지: 대한민국 부산직할시(現 대한민국 부산광역시) - 포지션: 보컬 - 종교: 불교 - 학력: 경남전문대학 정보통신학과 전문학사 - 특이사항: - 1992년 MBC 강변가요제에서 《잊기 위한 미소》라는 곡으로 장려상 수상 - 2001년 영화 《신라의 달밤》 OST 음반에 참여 - 현재 인테리어 디자인과 관련된 사업을 하고있다. |
| 박진원 | - 출생: 1968년 7월 6일(56세) - 포지션: 기타 - 종교: 개신교 - 학력: 감리교신학대학교 대학원 - 특이사항: 현재 크리스찬 미술작가, 감리교신학대학교, 협성대학교 미술대학 강의, 홍콩 크리스티경매 연속낙찰등, 크리스찬 미술작가로 활발한 활동하고 있음. |
| 서재형 | - 출생: 1970년 2월 27일(55세) - 포지션: 베이스 기타 - 학력: 경원대학교 작곡과 학사 - 특이사항: 현재 음반 프로듀서로 활동하고 있음. |
| 우상문 | - 출생: 1969년 7월 25일(55세) - 포지션: 피아노 - 종교: 개신교 - 학력: 미국 월드미션 신학대학원 - 특이사항: - 1995년 컬트 1집 음반에 작곡 및 편곡가로 참여 - 1997년 컬트 2집 음반 때부터 구성원으로 합류 - 현재 음악 프로듀서로 활동하고 있음. |
| 전승우 | - 출생: 1974년 7월 23일(50세) - 출생지: 대한민국 서울특별시 - 종교: 개신교 - 포지션: 드럼 - 학력: 총신대학교 영어영문학과 학사 - 가족관계: 아내 이현정(작곡가) - 특이사항: 현재 R&B 보컬리스트와 작곡가와 음반 프로듀서로 활동하고 있음. |

## 훗날의 재히트와 여담
《너를 품에 안으면》이라는 곡은 후일 2003년 SBS 서울방송 드라마 《술의 나라》에도 삽입되어 다시금 인기를 얻었고 보컬 음악 그룹 캔(Can)의 구성원인 배기성의 애창곡 가운데 한 곡으로도 밝혀진 바 있다.

## 같이 보기
- 뷰투